# Daghveg
Daghveg è uno dei tre comuni del dipartimento di Barkewol, situato nella regione di Assaba in Mauritania. 
Sono stati censiti 7.057 abitanti nel censimento della popolazione del 2000.